# Стшечона
Стшечона (пол. Strzeczona, нім. Stretzin) — село в Польщі, у гміні Дебжно Члуховського повіту Поморського воєводства.
Населення — 376 осіб (2011).
У 1975-1998 роках село належало до Слупського воєводства.

## Демографія
Демографічна структура станом на 31 березня 2011 року:
|          | Загалом | Допрацездатний вік | Працездатний вік | Постпрацездатний вік |
| -------- | ------- | ------------------ | ---------------- | -------------------- |
| Чоловіки | 173     | 39                 | 119              | 15                   |
| Жінки    | 203     | 54                 | 110              | 39                   |
| Разом    | 376     | 93                 | 229              | 54                   |